# Mimiirose
Mimiirose (koreanisch 미미로즈, stilisierte Schreibweise MIMIIROSE) ist eine südkoreanische Girlgroup der vierten K-Pop-Generation, die 2022 von YES IM Entertainment gegründet wurde. Ursprünglich eine fünfköpfige Gruppe, wurde am 2. August 2024 die Gruppe um Anna und Yerin erweitert. Mimiirose besteht aus sieben Mitgliedern: Yeonjae, Hyori, Yewon, Jia, Yunju, Anna und Yerin. Die Girlgroup debütierte am 16. September 2022 mit dem Single-Album Awesome. Der offizielle Fanclub-Name lautet bloomii.

## Geschichte

### Aktivitäten vor dem Debüt
Jia war Kandidatin bei der Reality-Survival-Show Girls Planet 999, sie schied in Folge 8 aus und belegte Rang 11, so dass sie es nicht in die endgültige Debüt-Besetzung schaffte. Yunju war Trainee bei A Team Entertainment und ursprünglich Mitglied von BugAboo, verließ jedoch die Gruppe, bevor sie offiziell debütierte. Nach ihrem Ausscheiden aus der Gruppe wurde sie Kandidatin bei My Teenage Girl, schied jedoch in Folge 3 aus.

### 2022: Debüt mitAwesome
Der Gruppenname Mimiirose ist ein Kofferwort aus mimiimii (koreanisch 미미미), was Schönheit bedeutet, und Rose (koreanisch 로즈). Mimiirose bedeutet „blüht wie eine wunderschöne Rose und vergleicht die geschichteten Blütenblätter mit innerer und äußerer Schönheit“.
Am 10. Juli 2022 gab Jia über ihren Instagram-Account bekannt, dass sie ihr Debüt als Mitglied der neuen Girlgroup Mimiirose geben würde. Mimiirose war die erste Gruppe, die unter der von Lim Chang-jung gegründeten YES IM Entertainment debütierte. Lim Chang-jung teilte am 24. August mit, dass das Debüt der Gruppe zu einem früheren Zeitpunkt geplant war, aber aufgrund der COVID-19-Pandemie auf unbestimmte Zeit verschoben wurde.
Mimiirose debütierte offiziell am 16. September mit ihrem Single-Album Awesome mit der Lead-Single Rose. Am selben Tag wurde auf SBS M das Debüt-Showcase der Gruppe ausgestrahlt.
Am 26. September wurde auf YouTube das Musikvideo Rose veröffentlicht. Das Musikvideo Lululu zum gleichnamigen Song aus dem Single-Album erschien am 19. Oktober.

### 2023:Live
Am 14. September erschien das zweite Single-Album Live mit der Lead-Single Flirting und dem zugehörigen Musikvideo.
Am 21. November wurde mitgeteilt, dass die Gruppe YES IM Entertainment verlassen würde, um bei einer neuen Agentur zu unterschreiben. Lim Chang-jung war in eine Aktienkursmanipulation verwickelt und der Vertrag wurde deshalb im beiderseitigen Einvernehmen aufgelöst.

### 2024: neue Agentur, neue Mitglieder undReebon
iMBC Entertainment veröffentlichte am 26. März 2024 die Mitteilung, dass Mimiirose bei Pocket7 Entertainment unterschreiben und 2 neue Mitglieder in die Besetzung der Gruppe aufgenommen würden.
Am 18. Juli veröffentlichte die Gruppe ein neues Logo, die stilisierte Schreibweise änderte sich von mimiirose zu MIMIIROSE. Pocket7 Entertainment bestätigte am 19. Juli, dass die Gruppe im August mit neuen Mitgliedern ein Comeback machen wird.
Am 1. August wurde bekannt gegeben, dass die neuen Mitglieder Anna und Yerin sind. Das dritte Single-Album Reebon mit dem Titelsong The Flowers Swayed erschien am 16. August, ebenso das gleichnamige Musikvideo.

## Mitglieder
| Name         | Geburtsname               | Geburtstag (Alter)      | Geburtsort | Position               |
| ------------ | ------------------------- | ----------------------- | ---------- | ---------------------- |
| Yeonjae 연재 | Kim Yeon-jae 김연재       | 6. Dezember 2000 (24)   | Mungyeong  | Team leader Main Dance |
| Hyori 효리   | Inn Hyo-ri 인효리         | 2. Juni 2000 (25)       | Südkorea   | Lead Vocal             |
| Yewon 예원   | Kim Ye-won 김예원         | 7. Februar 2003 (22)    | Seodaemun  | Main Vocal             |
| Jia 지아     | Yoon Ji-a 윤지아          | 16. Januar 2004 (21)    | Incheon    | Main Rap               |
| Yunju 윤주   | Choi Yun-ju 최윤주        | 26. September 2005 (19) | Pohang     | Sub Vocal              |
| Anna 안나    | Tominaga Anna 冨永 アンナ | 19. Februar 2005 (20)   | Japan      | Vocal                  |
| Yerin 예린   | Ahn Ye-rin 안예린         | 18. März 2007 (18)      | Hwaseong   | Vocal                  |

## Fanclub
Bloomi (koreanisch 블루미) ist der offizielle Name des Fanclubs von Mimiirose. Mimiirose gab den Namen ihres Fanclubs am 13. Februar 2023 auf X bekannt.

## Diskografie

### Single-Alben
| Jahr | Titel Musiklabel             | Höchstplatzierung, Gesamtwochen, AuszeichnungChartsChartplatzierungen (Jahr, Titel, Musiklabel, Platzierungen, Wochen, Auszeichnungen, Anmerkungen) | Anmerkungen                              |
| Jahr | Titel Musiklabel             | KR | Anmerkungen                              |
| ---- | ---------------------------- | --- | ---------------------------------------- |
| 2022 | Awesome Yes Im Entertainment | KR16 (2 Wo.)KR | Erstveröffentlichung: 16. September 2022 |
| 2023 | Live Yes Im Entertainment    | KR64 (3 Wo.)KR | Erstveröffentlichung: 14. September 2023 |
| 2024 | Reebon Pocket7 Entertainment | KR73 (2 Wo.)KR | Erstveröffentlichung: 16. August 2024    |

### Singles
- 2022: Rose (로즈)
- 2023: Flirting
- 2024: The Flowers Swayed

## Musikvideos
| Titel              | Veröffentlichung   |
| ------------------ | ------------------ |
| Rose               | 26. September 2022 |
| Lululu             | 19. Oktober 2022   |
| Flirting           | 14. September 2023 |
| The Flowers Swayed | 16. August 2024    |